# Chasmomma femoratum
Chasmomma femoratum är en tvåvingeart som beskrevs av Mario Bezzi 1915. Chasmomma femoratum ingår i släktet Chasmomma och familjen blomflugor. Inga underarter finns listade i Catalogue of Life.